# Delphine Nkansa
Delphine Nkansa (Sambreville, 21 settembre 2001) è una velocista belga.

## Progressione

### 100 metri piani
| Stagione | Misura | Luogo          | Data      | Rank. Mond. |
| -------- | ------ | -------------- | --------- | ----------- |
| 2024     | 11"20  | Bruxelles      | 29-6-2024 |             |
| 2023     | 11"22  | Espoo          | 13-7-2023 |             |
| 2022     | 11"26  | Albi           | 9-7-2022  |             |
| 2021     | 11"70  | Cergy-Pontoise | 16-6-2021 |             |
| 2019     | 11"69  | Vagos          | 6-7-2019  |             |
| 2018     | 12"01  | Salamanca      | 9-6-2018  |             |
| 2017     | 11"98  | Lisbona        | 29-6-2017 |             |

## Palmarès
| Anno | Manifestazione  | Sede      | Evento      | Risultato     | Prestazione | Note                                            |
| ---- | --------------- | --------- | ----------- | ------------- | ----------- | ----------------------------------------------- |
| 2022 | Europei         | Monaco    | 100 m piani | Semifinale    | 11"39       |                                                 |
| 2022 | Europei         | Monaco    | 200 m piani | Semifinale    | 23"28       |                                                 |
| 2022 | Europei         | Monaco    | 4x100 m     | 6ª            | 43"98       |                                                 |
| 2023 | Europei         | Istanbul  | 60 m piani  | 6ª            | 7"19        | [ 1 ]                                           |
| 2023 | Europei U23     | Espoo     | 100 m piani | 4ª            | 11"36       |                                                 |
| 2023 | Europei U23     | Espoo     | 200 m piani | Oro           | 23"31       |                                                 |
| 2023 | Europei U23     | Espoo     | 4x100 m     | 5ª            | 43"66       | Miglior prestazione europea stagionale under 23 |
| 2023 | Mondiali        | Budapest  | 100 m piani | Batteria      | 11"40       | [ 2 ]                                           |
| 2024 | Mondiali indoor | Glasgow   | 60 m piani  | Semifinale    | 7"21        | [ 3 ]                                           |
| 2024 | World Relays    | Nassau    | 4x100 m     | Rip. olimpico | 43"17       |                                                 |
| 2024 | Europei         | Roma      | 100 m piani | Semifinale    | 11"21       | Miglior prestazione personale                   |
| 2024 | Europei         | Roma      | 4x100 m     | 6ª            | 43"48       |                                                 |
| 2024 | Giochi olimpici | Parigi    | 100 m piani | Semifinale    | 11"28       |                                                 |
| 2024 | Giochi olimpici | Parigi    | 4×100 m     | Batteria      | dq          |                                                 |
| 2025 | Europei indoor  | Apeldoorn | 60 m piani  | Batteria      | 7"28        |                                                 |
| 2025 | World Relays    | Guangzhou | 4x100 m     | 6ª            | 42"85       |                                                 |

## Campionati nazionali
- 2 volte campionessa nazionale belga dei 100 metri piani (2022, 2024)
- 1 volta campionessa nazionale belga dei 200 metri piani (2022)

2022
- Argento ai campionati belgi (Gentbrugge), 100 metri piani - 11"42
- Oro ai campionati belgi (Gentbrugge), 200 metri piani - 23"34

2023
- Argento ai campionati belgi indoor (Gent), 60 metri piani - 7"28
- Oro ai campionati belgi (Bruges), 100 metri piani - 11"03

2024
- Oro ai campionati belgi (Bruxelles), 100 metri piani - 11"20